# Karlheinz Kopf

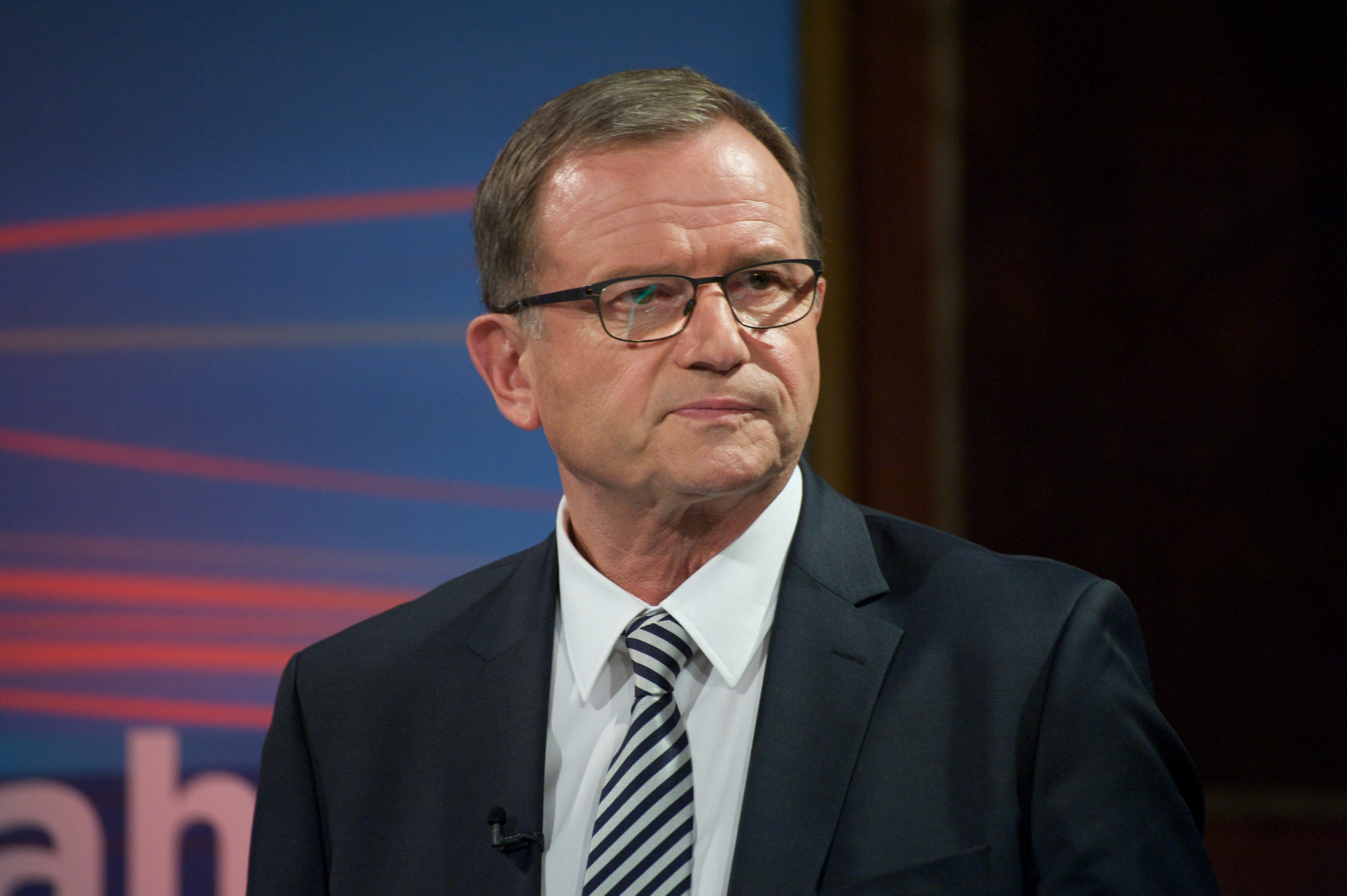
Karlheinz Kopf (2013)

Karlheinz Kopf (* 27. Juni 1957 in Hohenems) ist ein österreichischer Politiker (ÖVP). Von November 1994 bis Oktober 2024 war Abgeordneter zum österreichischen Nationalrat, wo er von Oktober 2013 bis November 2017 als Zweiter Präsident des österreichischen Nationalrates amtierte. Von 2018 bis 2024 war er Generalsekretär der Wirtschaftskammer Österreich (WKO).

## Ausbildung und Beruf
Karlheinz Kopf wurde am 27. Juni 1957 in Hohenems geboren. Er stammt aus einer Unternehmerfamilie in Altach und besuchte dort auch von 1963 bis 1967 die Volksschule. Von 1967 bis 1972 absolvierte er die Unterstufe am Privatgymnasium Mehrerau in Bregenz und anschließend von 1972 bis 1975 die Handelsschule Bregenz. In den Jahren 1975 und 1976 absolvierte Karlheinz Kopf den Präsenzdienst.
Im Jahr 1976 wurde er erstmals als Assistent der Geschäftsleitung beim Textilunternehmen Huber Trikot in Götzis beruflich tätig. 1982 wurde er dort zum Personalleiter und Prokuristen bestellt. Ebenfalls als Leiter der Personalabteilung und Prokurist wechselte Kopf im Jahr 1991 zur Wolford AG in Bregenz. Nach drei Jahren stieg Kopf im Jahr 1993 als Geschäftsführer in das Familienunternehmen seiner Frau, die Sportbau Walser GmbH mit Sitz im heimatlichen Altach, ein. Von 2000 bis 2008 war er daneben auch Generalsekretär des ÖVP-Wirtschaftsbundes. Auf internationaler Ebene war er von 2003 bis 2008 in der SME UNION als Präsidiumsmitglied aktiv, von 2009 bis 2010 war er deren Co-Präsident. Von 2001 bis Jänner 2009 war Karlheinz Kopf Obmannstellvertreter der Sozialversicherungsanstalt der gewerblichen Wirtschaft (SVA) und stellvertretender Vorsitzender der Trägerkonferenz im Hauptverband der österreichischen Sozialversicherungsträger. Seit Juni 2018 ist er erneut Obmannstellvertreter der SVA.
Seit dem 28. Juni 2014 ist Karlheinz Kopf neben seiner politischen Tätigkeit wieder im Zweitberuf als Geschäftsführer der Sportbau Walser GmbH beschäftigt.
Mit 1. Juli 2018 folgte er Anna-Maria Hochhauser als Generalsekretär der Wirtschaftskammer Österreich (WKO) nach. Im Juli 2024 wurde bekannt, dass ihm am 1. Jänner 2025 Wolfgang Hattmannsdorfer als Generalsekretär der WKO nachfolgen soll.

## Politischer Werdegang
Erstmals politisch tätig wurde Karlheinz Kopf auf kommunaler Ebene. Von 1985 bis 1999 war er Mitglied der Altacher Gemeindevertretung. Seit 1994 ist der Wirtschaftspolitiker Kopf Abgeordneter zum österreichischen Nationalrat auf dem Direktmandat des Regionalwahlkreises Vorarlberg Süd. Im Nationalrat war er von 2008 bis 2013 Mediensprecher der ÖVP. Von 2000 bis zu seiner Wahl zum Klubobmann der ÖVP war er Generalsekretär des ÖVP-Wirtschaftsbundes.
Am 25. November 2008 übernahm er von Josef Pröll die Funktion des Klubobmanns, da dieser in die neue Bundesregierung als Vizekanzler und Finanzminister wechselte. Beim Sonderparteitag der ÖVP am 28. November 2008 wurde Kopf zudem zum Stellvertreter von ÖVP-Obmann Josef Pröll gewählt und hatte dieses Amt bis zum Ende der Obmannschaft von Josef Pröll im April 2011 inne. Bei der Angelobung des XXV. Nationalrats am 29. Oktober 2013 wurde Karlheinz Kopf zum Zweiten Nationalratspräsidenten gewählt. Zeitgleich gab er die Funktion des Klubobmanns der ÖVP-Fraktion im Nationalrat an Reinhold Lopatka weiter.
Vom 1. Juli bis zum 2. August 2014 vertrat Kopf in seiner Funktion als Zweiter Nationalratspräsident zunächst Nationalratspräsidentin Barbara Prammer und führte nach ihrem Tod vom 2. August bis zum 2. September 2014 interimistisch die Amtsgeschäfte der Nationalratspräsidentin. Vom 8. Juli 2016 bis zum 26. Jänner 2017 führte er im Rahmen des Nationalratspräsidenten-Kollegiums gemeinsam mit Doris Bures und Norbert Hofer interimistisch die Amtsgeschäfte des österreichischen Bundespräsidenten.
Bei der am 15. Oktober 2017 abgehaltenen Nationalratswahl konnte Karlheinz Kopf nach 2008 erneut ein Grundmandat im Regionalwahlkreis Vorarlberg Süd erreichen und somit wieder in den Nationalrat einziehen. In der konstituierenden Sitzung des Nationalrates der XXVI. Gesetzgebungsperiode am 9. November 2017 wurde er jedoch von seiner Partei, die nunmehr stimmenstärkste Fraktion im Parlament war, nicht für das Amt des Präsidenten des Nationalrates vorgeschlagen. Stattdessen wurde Elisabeth Köstinger als Vertreterin der ÖVP ins Nationalratspräsidium gewählt. Bei der Nationalratswahl 2019 wurde Kopf als Abgeordneter im Regionalwahlkreis Vorarlberg Süd erneut wiedergewählt.
Anfang 2023 gab er bekannt, bei der Nationalratswahl 2024 nicht mehr zu kandidieren. Im November 2024 wurde er als Nachfolger von Wilfried Hopfner als Präsident der Wirtschaftskammer Vorarlberg ab dem Jahreswechsel 2024/25 nominiert.

## Tätigkeit als Fußballfunktionär
Karlheinz Kopfs großes Hobby ist der Fußball. Auf dem Feld selbst während seiner aktiven Zeit als Tormann präsent, war ihm später als Funktionär besonders der Nachwuchs ein Anliegen. Dabei hat er mit der Errichtung des Stadions Schnabelholz (1991), der Nachwuchsakademie Mehrerau (2000) und dem Nachwuchskonzept des Österreichischen Fußballbunds bleibende Spuren hinterlassen.
Ab 2016 war Kopf Präsident des Fußball-Bundesligisten SCR Altach. Er legte das Amt am 22. März 2019 zurück und wurde zum Ehrenpräsidenten gewählt. Zuvor war er bereits von 2009 bis 2016 dessen Aufsichtsratsvorsitzender und von 1985 bis 1995 als Obmann beziehungsweise Präsident tätig gewesen. Von 1998 bis 2006 war er Präsident des Vorarlberger Fußballverbandes (VFV) sowie gleichzeitig Sportreferent im Österreichischen Fußballbund. Seine Funktionen im VFV und im ÖFB musste Kopf im Frühjahr 2006 aus zeitlichen Gründen aufgeben.

## Familie
Karlheinz Kopf ist seit 1978 verheiratet. Seine Gattin Karin, die Schwester des Grünenpolitikers Harald Walser, stammt ebenfalls aus einer Altacher Unternehmerfamilie und ist heute Gesellschafterin im gemeinsamen Sportstättenbau-Unternehmen. Sie haben zwei Töchter.

## Publikationen
- Karlheinz Kopf, Gerhard Hammerer (Hrsg.): Unternehmerisches Österreich, Standortbestimmung und Zukunftsperspektiven der mittelständischen Wirtschaft. Schriftenreihe des Österreichischen Wirtschaftsbundes, Wien 2002. ISBN 3-85493-069-0
- Karlheinz Kopf, Magnus Brunner: Der Wegweiser für Österreichs Wirtschaftspolitik: erfolgreich, zukunftsreich, Österreich. Eigenverlag: Österreichischer Wirtschaftsbund, Wien 2003

## Auszeichnungen
- 2004: Großes Goldenes Ehrenzeichen für Verdienste um die Republik Österreich[15]
- 2007: Ehrenzeichen für Verdienste um den Vorarlberger Sport in Gold
- 2013: Großes Goldenes Ehrenzeichen mit dem Stern für Verdienste um die Republik Österreich[16]
- 2017: Fürstlich Liechtensteinischer Verdienstorden
- Ehrenpräsident des Vorarlberger Fußballverbandes
- Ehrenmitglied des Österreichischen Fußballbundes